# Міхаель Фрай
Міхаель Фрай (нім. Michael Frey, нар. 19 липня 1994, Мюнзінген) — швейцарський футболіст, нападник клубу «Квінз Парк Рейнджерс».
Виступав, зокрема, за клуби «Янг Бойз», «Лілль», «Цюрих» та «Антверпен», а також молодіжну збірну Швейцарії.

## Клубна кар'єра
Почав футбольну кар'єру в академії клубу «Янг Бойз». У дорослому футболі дебютував 2012 року виступами за основну команду «Янг Бойз», в якій провів три роки, взявши участь у 73 матчах чемпіонату. Більшість часу, проведеного у складі «Янг Бойз», був основним гравцем атакувальної ланки команди.
1 вересня 2014 року Міхаель був проданий за 3 млн. євро у французький «Лілль». Дебютував у Лізі 1 14 вересня 2014 року в матчі проти «Нанта». Проте у новій команді закріпитись не зумів, через що у січні 2016 року був відданий в оренду в «Люцерн», а влітку 2016 року повернувся в рідний «Янг Бойз».
На початку липня 2017 року перейшов у «Цюрих».
Вже наступного року нападник перейшов до турецького клубу «Фенербахче» але не маючи належної ігрової практики на правах оренди виступав за німецький «Нюрнберг» та бельгійський «Васланд-Беверен».
Влітку 2021 уклав контракт з бельгійською командою «Антверпен».
У січні 2024 підписав угоду з англійським клубом «Квінз Парк Рейнджерс».

## Виступи за збірну
З 2013 року залучався до складу молодіжної збірної Швейцарії. На молодіжному рівні зіграв у 14 офіційних матчах, забив 2 голи.

## Титули і досягнення
- Володар Кубка Швейцарії (1):

«Цюрих»: 2017-18